# El perro que no calla
El perro que no calla es una película de comedia dramática argentina de 2021 dirigida por Ana Katz. La cinta fue filmada en blanco y negro y cuenta la historia de Sebastián, un treintañero que pasa por varias experiencias críticas con el fin de buscar un rumbo en su vida. Está protagonizada por Daniel Katz con un elenco secundario compuesto por Carlos Portaluppi, Valeria Lois y Julieta Zylberberg.
La película fue estrenada mundialmente el 30 de enero de 2021 durante el Festival de Cine de Sundance y tuvo su lanzamiento limitado en las salas de cine de Argentina el 25 de noviembre de 2021 bajo la distribución de Cinetren.

## Sinopsis
La trama se centra en Sebastián, un diseñador gráfico que ronda los 30 años y no encuentra un rumbo claro en su vida, por lo cual atraviesa varios conflictos y vivencias como las quejas constantes de sus vecinos a causa de los ladridos de su perra Rita, la tensa relación con su jefa de trabajo, una vivencia traumática en La Pampa, su labor como cuidador de un paciente terminal, su participación en un programa radial y su trabajo en una cooperativa que se dedica a la venta de verduras.

## Elenco
- Daniel Katz como Sebastián
- Carlos Portaluppi como Luis
- Valeria Lois como Jefa
- Julieta Zylberberg como Adela
- Susana Varela como Roxana
- Renzo Cozza como Enrique «Quique»
- Fabiana Martínez como Secretaria de la jefa
- Nicolás Levín como Amigo del campo
- Jimena Anganuzzi como Amiga del campo
- Laura Huberman como Pili
- Lide Uranga como Mamá de Sebastián
- Mirella Pascual como Docente
- Raquel Bank como Mara
- José Luis Arias como Tulio
- Mariano Sayavedra como Carlos
- Manuel Attwell como Miguel
- Verónica Hassan como Romina
- Hernán Herrera como Fito
- Graciela Nuñez como Yoli
- Julieta Cosentino como Mimi
- Carlos Diviesti como Compañero de la radio
- Agustín Ávalos como Ladrón
- Marcos Montes como Médico pediatra
- Elvira Onetto como Niñera

## Estreno
La película, además de haber pasado por diversos festivales internacionales de cine y estrenarse en las salas de cines de Argentina, también fue lanzada en plataformas de streaming, siendo estrenada el 21 de mayo de 2021 en Curzon Home Cinema, un servicio de vídeo bajo demanda de Reino Unido y el 29 de marzo de 2022 fue estrenada en Flow en Argentina.

## Recepción

### Comentarios de la crítica
La película cosechó críticas positivas por parte de los expertos. En el portal de internet Rotten Tomatoes, la película posee una aprobación del 100% basado en 29 reseñas, con una puntuación de 7.30/10, mientras que la aprobación del público es del 67%. Ezequiel Boetti del diario Página 12 otorgó a la película un 7, exponiendo que «es una comedia dramática extraña y extrañada» y que «hace de lo impredecible una manera de ver, pensar y ubicarse en el mundo». Por su parte, Diego Batlle del sitio web Otros cines resaltó que «el resultado es una película bella y triste, lírica y angustiante a la vez, que se permite romper con algunas convenciones narrativas y adosarle tres pasajes de ilustraciones y algunas animaciones muy artesanales». Oscar Andrew de la página web La estatuilla describió a la cinta como «discursiva y temáticamente compleja», elogiando el trabajo de Katz —directora— por su capacidad de «estructurar problemas que alienten al protagonista a reaccionar como posiblemente alguien no ficcional —los espectadores, por ejemplo— reaccionarían».
En una reseña para el diario La Nación, Alejandro Lingenti escribió que Katz logró resolver con eficacia el filme, «transmitiendo muy bien la perplejidad que abruma al personaje y también sus curiosas estrategias de supervivencia». Por otro lado, Lucía Martín Muñoz de Escribiendo cine recalcó que «El perro que no calla es originalidad en bandeja, con un tono que une la comedia al drama, y viceversa; es un gran relato de vivencias, [...] pero en una bella cinematografía en blanco y negro». Diego Lerer de Micropsia destacó que la película cuenta «con una bella banda sonora de Nicolás Villamil y el talento de cinco diferentes directores de fotografía».

### Premios y nominaciones
| Lista de premios y nominaciones | Lista de premios y nominaciones                              | Lista de premios y nominaciones   | Lista de premios y nominaciones                                                    | Lista de premios y nominaciones | Lista de premios y nominaciones |
| Año                             | Organización                                                 | Categoría                         | Nominado/a(s)                                                                      | Resultado                       | Ref(s)                          |
| ------------------------------- | ------------------------------------------------------------ | --------------------------------- | ---------------------------------------------------------------------------------- | ------------------------------- | ------------------------------- |
| 2021                            | Festival Internacional de Cine de Róterdam                   | Mejor Película                    | El perro que no calla                                                              | Ganador                         | [ 14 ]                          |
| 2021                            | Festival Internacional de Cine de Miami                      | Premio Knight Marimbas            | El perro que no calla                                                              | Nominado                        | [ 15 ]                          |
| 2021                            | Festival Internacional de Cine de Las Palmas de Gran Canaria | Mejor Película                    | El perro que no calla                                                              | Nominado                        | [ 16 ]                          |
| 2021                            | Festival Internacional de Cine de Seattle                    | Premio Especial del Jurado        | El perro que no calla                                                              | Ganador                         | [ 17 ]                          |
| 2021                            | Festival Internacional de Cine de Bruselas                   | Gran Premio                       | El perro que no calla                                                              | Nominado                        | [ 18 ]                          |
| 2021                            | Festival Internacional de Cine de Colonia                    | Mejor Película                    | El perro que no calla                                                              | Ganador                         | [ 19 ]                          |
| 2021                            | Festival de Cine de Lima                                     | Premio Especial del Jurado        | El perro que no calla                                                              | Ganador                         | [ 20 ]                          |
| 2021                            | Festival de Cine de Lima                                     | Mejor Guion                       | Gonzalo Delgado y Ana Katz                                                         | Ganadores                       | [ 20 ]                          |
| 2021                            | Festival Internacional de Cine de Mar del Plata              | Mejor Guion de Película Argentina | Gonzalo Delgado y Ana Katz                                                         | Ganadores                       | [ 21 ]                          |
| 2021                            | Festival Internacional de Cine de Mar del Plata              | Mejor Director/a Argentino/a      | Ana Katz                                                                           | Ganadora                        | [ 21 ]                          |
| 2021                            | Festival Internacional de Cine de Mar del Plata              | Mejor Película Latinoamericana    | Ana Katz                                                                           | Ganadora                        | [ 21 ]                          |
| 2021                            | Premios Sur                                                  | Mejor Película                    | El perro que no calla                                                              | Nominado                        | [ 22 ]                          |
| 2021                            | Premios Sur                                                  | Mejor Dirección                   | Ana Katz                                                                           | Nominada                        | [ 22 ]                          |
| 2021                            | Premios Sur                                                  | Mejor Guion Original              | Gonzalo Delgado y Ana Katz                                                         | Nominados                       | [ 22 ]                          |
| 2021                            | Premios Sur                                                  | Mejor Fotografía                  | Marcelo Lavintman, Gustavo Biazzi, Fernando Blanc, Joaquín Neira y Guillermo Nieto | Nominados                       | [ 22 ]                          |
| 2022                            | Premios Cóndor de Plata                                      | Mejor Película                    | El perro que no calla                                                              | Ganadora                        | [ 23 ]                          |
| 2022                            | Premios Cóndor de Plata                                      | Mejor Dirección                   | Ana Katz                                                                           | Ganadora                        | [ 23 ]                          |
| 2022                            | Premios Cóndor de Plata                                      | Mejor Actor                       | Daniel Katz                                                                        | Nominado                        | [ 23 ]                          |
| 2022                            | Premios Cóndor de Plata                                      | Mejor Actriz de Reparto           | Valeria Lois                                                                       | Nominada                        | [ 23 ]                          |
| 2022                            | Premios Cóndor de Plata                                      | Mejor Actriz de Reparto           | Julieta Zylberberg                                                                 | Nominada                        | [ 23 ]                          |
| 2022                            | Premios Cóndor de Plata                                      | Mejor Actor de Reparto            | Carlos Portaluppi                                                                  | Ganador                         | [ 23 ]                          |
| 2022                            | Premios Cóndor de Plata                                      | Revelación Masculina              | Daniel Katz                                                                        | Ganador                         | [ 23 ]                          |
| 2022                            | Premios Cóndor de Plata                                      | Mejor Guion Original              | Gonzalo Delgado y Ana Katz                                                         | Ganadores                       | [ 23 ]                          |
| 2022                            | Premios Cóndor de Plata                                      | Mejor Fotografía                  | Marcelo Lavintman, Gustavo Biazzi, Fernando Blanc, Joaquín Neira y Guillermo Nieto | Nominado                        | [ 23 ]                          |
| 2022                            | Premios Cóndor de Plata                                      | Mejor Montaje                     | Andrés Tambornino                                                                  | Nominados                       | [ 23 ]                          |
| 2022                            | Premios Cóndor de Plata                                      | Mejor Dirección de Arte           | Mariela Rípodas                                                                    | Nominado                        | [ 23 ]                          |
| 2022                            | Premios Cóndor de Plata                                      | Mejor Música Original             | Nicolás Villamil                                                                   | Nominado                        | [ 23 ]                          |
| 2022                            | Premios Cóndor de Plata                                      | Mejor Canción Original            | «Una cosa por vez»                                                                 | Nominado                        | [ 23 ]                          |
| 2022                            | Premios Cóndor de Plata                                      | Mejor Maquillaje y Peluquería     | Dolores Giménez y Daniela Deglise                                                  | Nominado                        | [ 23 ]                          |
| 2022                            | Premios Cóndor de Plata                                      | Mejor Sonido                      | Jésica Suárez                                                                      | Nominado                        | [ 23 ]                          |